# Parafia Wniebowzięcia Najświętszej Maryi Panny w Raniżowie
Parafia pw. Wniebowzięcia Najświętszej Maryi Panny w Raniżowie – parafia rzymskokatolicka znajdująca się w diecezji sandomierskiej w dekanacie Raniżów. Erygowana w 1409. Mieści się przy ulicy Grunwaldzkiej.

## Historia
Najstarsza wzmianka o parafii w Raniżowie pochodzi z dokumentu erekcyjnego parafii Łąka, w diecezji przemyskiej. Jest to dokument z dnia 13 lutego 1409 r., gdzie jako świadek występuje „Szeteszlaw plebano do Ranissow”. Nie zachował się dokument erygowania parafii. Pewne informacje o parafii można znaleźć w zapiskach Jana Długosza w „Liber beneficiorum”. Mowa jest o tym, że wieś Ramyzow (obecny Raniżów) jest ostatnią wsią znajdującą się na terenie diecezji krakowskiej i graniczącą z diecezją przemyską, mającą u siebie kościół parafialny pod wezwaniem Błogosławionej Maryi Dziewicy. W tym dokumencie wymieniono imię ówczesnego proboszcza parafii - Mikołaja.
Nie ma wzmianek o świątyni z czasów pierwszego proboszcza. W 1675 roku wybudowany został drewniany kościół (odbudowany w 1725), a uposażony w 1776 r. przez Marcina Lubomirskiego. Obecna świątynia została wybudowana w latach 1803–1815 z fundacji ówczesnego proboszcza księdza Szymona Kolasińskiego.
Parafia w swojej historii należała do kilku diecezji:
- do diecezji krakowskiej do 1786 roku,
- do diecezji tarnowskiej przez dziesięć miesięcy w 1786 roku,
- do diecezji przemyskiej od grudnia 1786 do 25 marca 1992 roku,
- do diecezji sandomierskiej od 25 marca 1992 roku.

## Proboszczowie
1. Szeteszlaw – wzmiankowany w akcie erygacyjnym parafii Łąka w 1409 r.
2. Mikołaj – wzmiankowany w Liber beneficiorum Jana Długosza
3. Michał – wzmiankowany
4. Stanisław Cloczmysch – zmarł w 1519
5. Mikołaj Konarzewski – proboszcz od 23 listopada 1519 do 1535 roku
6. Andrzej Dąbrowski – pełnił stanowisko w 1535
7. Michał Domkowski – objął urząd 3 listopada 1535 roku
8. Mikołaj Grabionka – proboszcz parafii Raniżów i parafii Zwoleń
9. Paweł Radeczki – wprowadzony 7 czerwca 1595 roku
10. Jan Dunikowski – wzmiankowany w 1646, zmarł w 1657 roku
11. Andrzej Pęgowski – posługiwał od 26 września 1657 do 1659 roku
12. Paweł Falkowski – od 20 listopada 1659 roku
13. Szymon Woycieski – wzmiankowany w 1631 roku, zmarł w 1697, pełnił funkcję dziekana koprzywnickiego, budowniczy kościoła parafialnego w Raniżowie i kościoła Świętego Ducha w Koprzywnicy
14. Kazimierz Leszkowski – kanonik tarnowski, zmarł w 1719 roku
15. Kazimierz Kaczerski – pełnił funkcję proboszcza w latach 1719–1759. Urodzony w 1689 roku w Sobótce, zmarł w 1767 roku. Odbudował kościół w 1725 roku, zrezygnował z funkcji proboszcza w 1759
16. Bartłomiej Łukasiewicz – proboszcz parafii od 1759 do 1783. Urodzony 4 sierpnia 1715 w Gorzycach, zmarł w 1783. Za jego staraniem utworzono filię parafii w parafialny w Spiach
17. Szymon Kolasiński – pełnił funkcję proboszcza w latach 1783 – 1819. Kanonik przemyski, dziekan głogowski w latach 1784 do 1819. Budowniczy obecnego kościoła w parafialnego, zmarł w Raniżowie 7 stycznia 1819 roku
18. Jan Szulkiewicz – proboszcz parafii od 1820 do 1822, zmarł 15 maja 1822 roku
19. Kacper Jasiński – pełnił funkcję proboszcza w latach 1824–1848. Urodzony w 1779, zmarł w 1850 w parafii Jawor
20. Franciszek Wincenty Szaynok – proboszcz parafii od 1848 do 1895. Urodzony w 1806 w Brzozowie, zmarł 12 lutego 1895 Za czynny udział w konspiracjach niepodległościowych skazany na 12 lat więzienia. Osadzony w Spielbergu przebywał tam od 1846 do amnestii w 1848
21. Wincenty Dąbrowski – pełnił funkcję proboszcza w latach 1896–1929. Urodzony w Bukowsku w 1864, zmarł 9 stycznia 1929 roku. Założyciel nowego cmentarza parafialnego
22. Wojciech Parysz – proboszcz parafii od 1929 do 1948. Urodzony w Haczowie w 1881, zmarł 19 lipca 1948. Pełnił funkcję dziekana głogowskiego w latach 1925–1948.
23. Stanisław Gołdasz – pełnił funkcję proboszcza w latach 1948–1989. Urodzony w 1912 roku w Urzejowicach k. Przewoska. Zmarł 27 stycznia 1992 roku. Był wicedziekanem dekanatu raniżowskiego, dzięki jego staraniom odnowiono kościół parafialny, budowniczy kościoła filialnego w Porębach Wolskich.
24. Henryk Smaroń – proboszcz w latach 1989–2011. Urodzony w 1936 w Drohobyczce. Od czerwca 2011 roku był na emeryturze. Zmarł 28 listopada 2015 roku.
25. Bogdan Piekut – proboszcz od czerwca 2011 roku.